# Mario Héctor Turdó
Mario Turdó (Rosario, 1 de gener de 1979) és un futbolista argentí que ocupa la posició de davanter.
Va començar a destacar a Independiente, del seu país natal, fins que el 1999 dona el salt a Europa i fitxa pel Celta de Vigo gallec. No acaba de fer-se un lloc a l'onze inicial i marxa per altres equips europeus, com l'Stade Rennais francés o el CD Leganés i la UD Las Palmas de la competició espanyola.
El 2005 retorna al seu país per militar al Quilmes. L'any següent fitxa pel Gimnasia de Jujuy, en el qual hi milita dos anys abans d'hi incorporar-se al San Martín de Tucumán.